# Żyła zażuchwowa

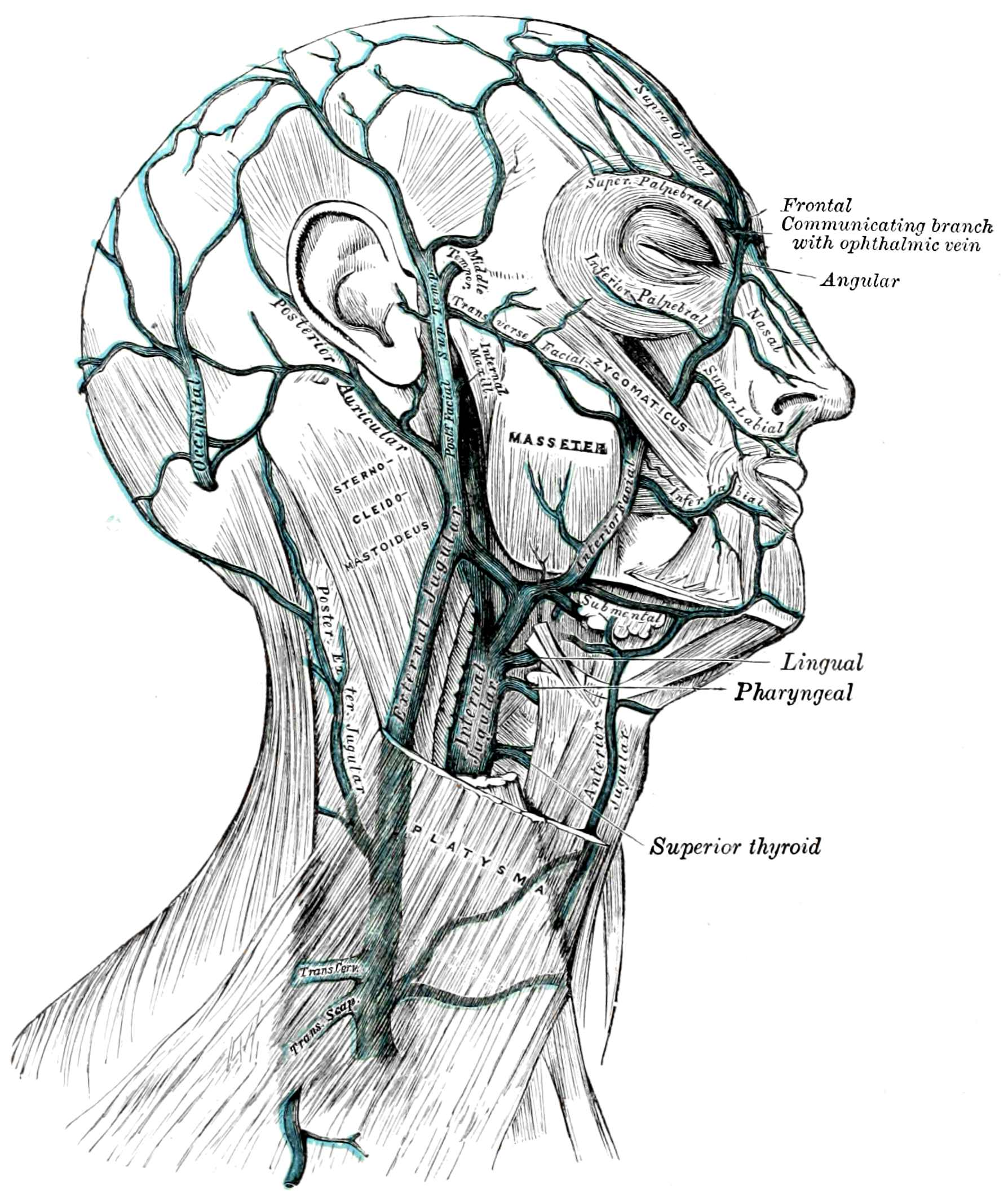
Żyły powierzchowne głowy strony prawej. Żyła zażuchwowa widoczna jako duży pień żylny biegnący pionowo położony ku przodowi od małżowiny usznej, oznaczony tutaj jako Post Facial.

Żyła zażuchwowa (łac. vena retromandibularis), dawniej żyła twarzowa tylna lub żyła skroniowo-szczękowa – w anatomii człowieka żyła głowy, będąca dopływem żyły twarzowej. Powstaje z połączenia żyły skroniowej powierzchownej z żyły skroniowej środkowej. Położona jest do przodu od małżowiny usznej, dalej biegnie w miąższu ślinianki przyusznej, bocznie od tętnicy szyjnej zewnętrznej i ku tyłowi od gałęzi żuchwy, następnie na wysokości kąta żuchwy zagina się ona ku przodowi i nad lub pod mięśniem dwubrzuścowym wpada do żyły twarzowej.
Gałęzie uchodzące do żyły zażuchwowej:
- gałąź do żyły szyjnej zewnętrznej – odchodzi na zmiennej wysokości od żyły zażuchwowej. Stanowi ona korzeń przedni żyły szyjnej zewnętrznej[2].
- żyły skroniowe powierzchowne (łac. veneae temporales superficiales) – powstają w sieci żylnej na sklepieniu czaszki. Biegną dalej ku dołowi łącząc się w jeden wspólny pień żylny uchodzący ku przodowi od małżowiny usznej do żyły zażuchwowej[2].
- żyła skroniowa środkowa (łac. vena temporalis media) – biegnie poprzecznie we włóknach mięśnia skroniowego. Od przodu zespala się ona z gałązkami żyły twarzowej a w mięśniu skroniowym z żyłą skroniową głęboką. Następnie od tyłu i nad nasadą łuku jarzmowego przebija ona powięź skroniową i uchodzi do żyły zażuchwowej[2].
- żyła poprzeczna twarzy (łac. vena transversa faciei, vena transversa facialis) – odpowiada jednoimiennej tętnicy. Często bywa podwójna[2].
- żyły stawowe żuchwy (łac. venae articulares, venae articulares mandibulae) – powstają ze splotu żylnego stawu skroniowo-żuchwowego[2].
- żyła rylcowo-sutkowa (łac. vena stylomastoidea) – wychodzi z otworu rylcowo-sutkowego. Od góry zespala się ona z żyłami oponowymi środkowymi[2].
- żyły uszne przednie, żyły przeduszne (łac. venae auriculares anteriores, venae preauriculares) – drenują krew z bocznej powierzchni małżowiny usznej. Powstają na powierzchni przedniej małżowiny usznej[3][2].
- żyły przyusznicze (łac. venae parotideae) – odprowadzają krew ze ślinianki przyusznej[2].
- żyły szczękowe (łac. venae maxillares) – znajdują się na przyśrodkowej powierzchni wyrostka kłykciowego żuchwy. Towarzyszą one tętnicy szczękowej. Tworzą one splot skrzydłowy i łączą go z żyłą zażuchwową[4].